# Trait néerlandais
Le trait néerlandais ou trait hollandais (néerlandais : Nederlands trekpaard) est une race de chevaux de trait à sang froid élevée aux Pays-Bas. Il est très proche du trait belge, du trait du Nord et de l'ardennais. 

## Dénominations
La race est connue sous de nombreux noms, dont trait néerlandais, trait hollandais, trait lourd hollandais, ou cheval de Zélande (Zeeuwse Paard en néerlandais). Les traductions  « trait hollandais » ou « hollandais de trait » sont proposées dès 2002 par Jean-Claude Boulet, l'auteur du Dictionnaire multilingue du cheval.

## Histoire

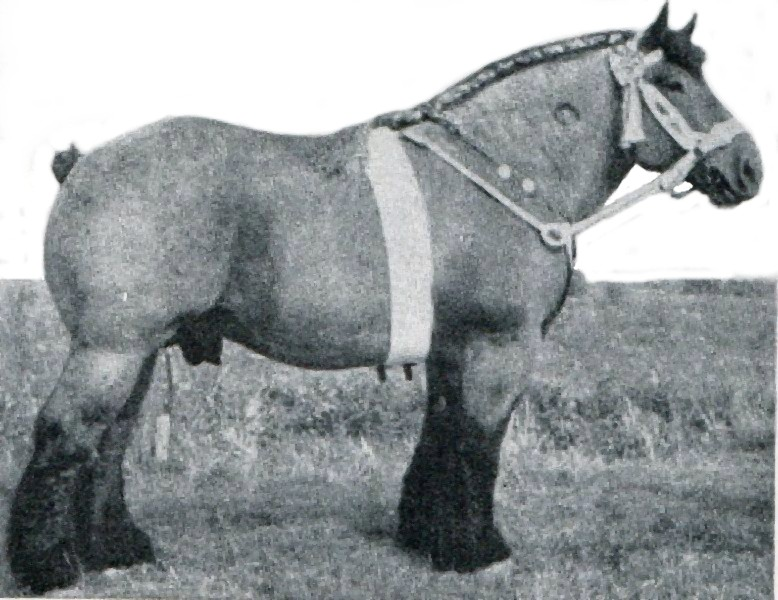
Étalon trait néerlandais vers 1945

Le trait néerlandais partage des origines communes avec l'Ardennais et le trait belge, en effet de nombreux échanges de chevaux ont historiquement eu lieu entre ces deux pays. Son élevage date de 1910, dans les provinces de Zélande et du Brabant, dans les Pays-Bas et en Belgique. Son stud-book est créé sous le nom de « Koninklijke Verenigung Het Nederlandsche Trekpaard » (KNVT) le 22 décembre 1914. Il sert alors essentiellement de cheval de trait pour labourer les lourdes terres locales. Également présent dans la province du Groningue, il ne parvient pas à supplanter la race locale pour la culture des terres.

## Description
La race est particulièrement lourde et musclée, massive et solide. D'après le Guide Delachaux, ces chevaux toisent de 1,60 m à 1,75 m, et atteignent 750 à 1 000 kg. DAD-IS indique 1,55 m à 1,60 m, pour 700 à 750 kg chez, respectivement, les femelles et les mâles.
La tête, de profil rectiligne, est assez petite, surmontée de petites oreilles. L'encolure est courte, le poitrail large, la croupe courte et la queue attachée bas. Les membres sont courts et forts, avec de grands sabots recouverts de fanons.
La robe peut être alezane ou baie sous toutes les nuances, mais aussi noire, grise ou rouanne.

### Tempérament, entretien et allures
Le trait néerlandais est réputé pour son caractère très calme, avec une tendance à être têtu. Une attention est portée sur la qualité des allures.

### Sélection
Il existe deux associations d'éleveurs pour la race : la Koninklijke Vereniging Het Nederlandse Trekpaard en de Haflinger (association royale pour le trait néerlandais et le Haflinger) et la Stichting het Werkend Trekpaard Zeeland (fondation pour le cheval de trait de travail de Zélande).

## Utilisations
Le trait néerlandais est un cheval de traction lourde agricole et d'attelage.

## Diffusion de l'élevage
La race est originaire de la Zélande, aux Pays-Bas, et se trouve principalement dans les régions du sud et du centre de ce même pays. Bien que toujours appréciée dans son pays, elle est en net déclin, avec moins de 1 500 reproducteurs recensés en 2009. Le trait néerlandais est considéré par l'étude de l'université d'Uppsala menée pour la FAO (2010) comme une race européenne locale en danger d'extinction. Ce danger d'extinction local est également signalé sur DAD-IS. Par ailleurs, l'ouvrage Equine Science (4e édition de 2012) le classe parmi les races de chevaux de trait peu connues au niveau international.
En 2022, dans la base de données DAD-IS, les effectifs du Trait néerlandais et du Trait belge sont comptabilisés ensembles à partir de 2022, étant considérés comme une seule et même race transfrontière : l'effectif combiné atteint alors les 70 000 têtes.